# Zamboanga do Sul
Zamboanga do Sul (em cebuano:  Lalawigan sa Habagatang Zamboanga; Chavacano: Provincia del Zamboanga del Sur; em tagalo:  Timog Zamboanga; subanon padrão: S'helatan Sembwangan/Sembwangan dapit Shelatan), ou simplesmente ZaSur) é uma província das Filipinas, localizada na península de Zamboanga, na região de Mindanao. Tem uma área de 4499,5 km2. A capital é Pagadian . A província Zamboanga do Sul tem por vizinhas Zamboanga do Norte a norte, Zamboanga Sibugay a oeste, Misamis Occidental a nordeste e Lanao del Norte a leste. A sul fica o golfo de Moro.
Os idiomas locais são cebuano, chavacano, subanon, tausug, tagalo, e inglês.

## Subdivisões
Tem 26 municípios e 1 cidade, divididos em 681 barangays.
Municípios
- Aurora
- Bayog
- Dimataling
- Dinas
- Dumalinao
- Dumingag
- Guipos
- Josefina
- Kumalarang
- Labangan
- Lakewood
- Lapuyan
- Mahayag
- Margosatubig
- Midsalip
- Molave
- Pitogo
- Ramon Magsaysay
- San Miguel
- San Pablo
- Sominot
- Tabina
- Tambulig
- Tigbao
- Tukuran
- Vincenzo A. Sagun

Cidade
- Pagadian
- Cidade de Zamboanga  (Independente administrativamente da província mas agrupada sob Zamboanga do Sul pela Autoridade Filipina de Estatísticas.)